# Concepção (Peru)
Concepção é uma cidade  peruana, capital da província do mesmo nome no departamento de Junín, em pleno vale do Mantaro, a 22 quilómetros ao noroeste da cidade de Huancayo.

## História
Foi fundada pelos conquistadores espanhóis o 8 de dezembro de 1537. com o nome de Concepção de Lapa. Concepção foi distrito de Jauja até o ano de 1951.
A cidade é chamada "Duas vezes heroica". A primeira vez foi denomiada como "Povo Heroico" pelo General San Martín, ao enfrentar-se valorosamente às forças do  "Exército Real do Peru", com a participação das heroínas Toledo. A segunda vez foi, o apelido foi outorgado na luta durante o Combate de Concepção do 9 de julho na campanha da Serra na guerra do Pacífico.

### Na época pré-inca
O território de Concepção formava parte da nação Xauxa-Huancas, cujo território se estendia por Huancavelica e Tarma. As tribos Xauxa-huancas construíram suas moradias e povos nas saias dos cerros. Destas ruínas nada têm ficado, porque os Catequizadores as destruíram. A organização social destas tribos, estava baseada no ayllu, sua religião totemista, adoravam ao cão: alko e ao sapo: iachag. Mas o cão era o animal sagrado com o que se enterravam para ser honrados na outra vida como afirma Felipe Guamán Poma de Ayala.

### Sob a dominación Inca
Os Wankas ou Huancas foram conquistados pelas hostes do Capac Yupanqui e o Vale de Xauxa fez parte do Tahuantinsuyo. Segundo os cronistas, a resistência à dominación Inca foi heroica, mas depois submeteram-se pacificamente. Os Incas para tirar-lhes as precedencias que traziam, dividiram ao Vale de Xauxa em três parcialidades: Xauxa ao norte, Marcavilca ao centro e Sapallanga ao sul, mais tarde estas zonas se chamaram também Hurin-Huanca, Hanan Huanca e Chongos. As terras de Concepção pertenciam à parcialidad de Hurín Huanca cuja capital incásica foi Tunán-Marca hoje chamado San Jerónimo de Tunán.

### Na era Colonial
Concepção, como todo o Vale de Xauxa, foi atribuída ao capitão Alonso de Riquelme em 1536 e depois a Dom Rodrigo de Mazuelas. Após isso foram fundadas localidades e cidades, com a divisão política do Vice-reino por Lope de García de Castro em 1564.
Em 1533 Pizarro e Valverde implantaram a primeira cruz na atual cidade. No 1537 os espanhóis fundaram o povo cujo nome leva hoje sobre o villorio indígena chamado Lapa. Concepção de Lapa faz parte do Repartimiento de Hurín Huanca, e do "Corregimiento de Jauja e cidade dos Reis" além de estão encomendado ao capitão Martín de Guzmán. Concepção de Lapa permanece até 1784 como integrante do Corregimiento de Jauja. Esse ano formaram-se as Intendencias. Desde então até 1821, depende, politicamente, da Intendencia de Tarma como Partido do Subdelegação de Jauja.
A Parroquia de Concepção foi fundada pelos frailes franciscanos, e o Vale de Xauxa pertenceu ao Obispado de Lima até 1865 em que passou a depender da Diócesis de Huánuco.
Antes da fundação do Convento de Ocopa, Concepção era Cabeça de Doutrina para conversão dos infieles , com um convento de Franciscanos. "O Convento de Observância de San Francisco" converteu-se no actual Convento de Santa Rosa de Ocopa. Os primeiros misioneros que fundaram o convento foram, no tempo do Virrey dom José de Armendáriz, Marqués de Castelfuerte em 1724.
E foi no ano de 1725 que se fundou o Convento por Fray Francisco de San José, por bula do Papa Clemente XIII e por Cédula Real do Rei Fernando VI. O Convento de Ocopa dependeu de Lima até o ano 1787, sendo du Guradián próprio Fray Francisco Manuel Sobreviela, com 34 frailes.